# Acalypha subsana
Acalypha subsana é uma espécie de flor do gênero Acalypha, pertencente à família Euphorbiaceae.